# ママにゲーム隠された
『ママにゲーム隠された』（ママにゲームかくされた、英: Mom Hid My Game!）は、ハップより2016年8月8日に発売された脱出ゲームおよびシリーズ名。各作品ともiOSとAndroid向けに配信され、Newニンテンドー3DS、Nintendo Switch、PlayStation 4向けにも配信されている。

## 概要
ゲーム好きの主人公の少年が、ママに隠されたゲーム機を探す謎解きゲーム。ゲーム機は家の中の一室が描かれた1画面または2画面内のどこかにあり、部屋内にあるアイテムや仕掛けを駆使して発見を目指す。探索中にママに見つかったり、罠に引っかかるなどするとゲームオーバーになる。部屋の中に池があったり自転車に乗った人々が行き来していたりするなど、シュールな描写が多く用いられている。
iOS版とAndroid版は累計で1000万ダウンロードを記録し、日本、台湾、香港、韓国、タイで無料ゲームランキングの1位となった。その後、コトブキソリューションが移植し21のステージを追加したNewニンテンドー3DS版とNintendo Switch版や続編となる『ママにゲーム隠された2』『ママにゲーム隠された3』が発売され、シリーズ累計のダウンロード数が3000万に達した。

## バージョンによる主な相違点

### Newニンテンドー3DS版
- ニンテンドー3DSの2画面の仕様に合わせ、メイン画面は下画面に、アイテム等は上画面に表示。
- 一部の謎解きの変更[注 1]。
- 十字キーを使った謎解きが追加。
- 作品内に登場するニンテンドー3DSに似たゲーム機が、1つのワイド画面と4つの十字ボタンの架空のデザインに変更。
- クリア特典ゲーム「GAME CATCH」が追加。

### Nintendo Switch, PlayStation 4版
- メイン画面の比率が4:3になり、アイテム一覧は画面左側に、基本メニューは画面右側に表示。
- 携帯モードでは従来通りタッチ操作対応で、それ以外のモードではLスティックでカーソルを動かしてオブジェクトを指定する。
- メニュー画面を使ったクイズ回がマラソン大会に変更。
- コントローラの振動（Nintendo Switch版はHD振動）に対応。
- クリア特典ゲーム「くるくる選手権」が追加。Newニンテンドー3DS版の「GAME CATCH」と差し替え。

## 評価
第1作目『ママにゲーム隠された』について、レビューを集約したウェブサイト Metacritic は73/100と評価した。